# Varga Feri & Balássy Betty
Varga Feri & Balássy Betty egy magyar popduó, amelyet Varga Ferenc, a Megasztár 3 második helyezettje és 2006 férfi hangja, valamint felesége, a dzsesszénekesnő Balássy Betty alkot.

## Varga Ferenc
Varga Ferenc (Miskolc, 1970. augusztus 15. ) magyar énekes, a Megasztár 3. szériájának 2. helyezettje, 2006-ban az „Év Férfi Hangja”. "Civilben" két gyermek édesapja, akik még a művész első házasságában születtek.
1978-1986 között a Sátoraljaújhelyi Zenei Általános Iskola diákja volt. Ott kezdett el először gitáron játszani, majd később váltott és Szatmári György tanította trombitán játszani, később ő lett az Úttörő Zenekar első trombitása.
Gimnáziumi éveiben kezdett el énekelni. Ott figyeltek fel tehetségére így nem csoda, hogy később az iskola énekkarának oszlopos tagjává vált.
Később egy új hangszer, a dobok használatát sajátította el, Orlizky György segítségével. Így ismerkedett meg a funky, a jazz, a soul, a blues és a rock zene alapjaival is.
Első zenekara, a Különjárat nem volt hosszú életű, de a feloszlás után Ferenc több zenekar tagja is volt, többek között: Essex, Ramses, Midnight Blue, és a leghosszabb ideig (11 évig) a Hangár nevű zenekarban.
2005-ben jelentkezett a TV2 tehetségkutató műsorába, a Megasztár 3-ba, ahol hamar a közönség egyik kedvenc énekese lett. Ő lett a Megasztár második helyezettje, és a legtovább versenyben maradt férfi előadó, ezáltal elnyerte a 2006 Legjobb Férfi Hangja címet.
A Megasztár nemcsak a népszerűséget adta meg Ferinek, hanem magánéleti partnerét és élete első énektanárát is megtalálta Balássy Betty személyében. Az énekesnő vokálozott az élő adások során a döntősök produkciói alatt.
2008-ban jelent meg első szóló videóklipje, amely a Fuss című dalból készült. A dal videóklipjében Gregor Bernadett színésznő is szerepet kapott.

## Balássy Betty
Balássy Betty (Budapest, 1981. július 16. ) magyar dzsesszénekesnő.
Betty zenei karrierje 2000-ben indult be, amikor egy Nemzetközi Jazz Énekversenyen I. helyezést ért el. Ez után az eredmény után több saját zenekarral és más zenekarok vendégénekesnőjeként (Sapce Jam, Aktív Maszat, Full House, Freak, Funking, Cool Miners, Balássy Betty Quintet, Budapest Jazz Orchestra, Budapest Big Band) koncertezett országszerte.
2001-ben felvették a Kőbányai Zenei Stúdió Jazz szakára, ahol tanára Berki Tamás volt. 2002-ben Betty-t felkérték a Harkányi Jazz Ének tanárának, amely nagyon megszerette Betty-vel a tanítást, és azóta magántanítással is foglalkozik. Ugyanebben az évben rendezte meg a Magyar Rádió a Garay Attila Nemzetközi Ének Versenyt, ahol III. helyezést ért el, és abban a megtiszteltetésben lehetett része, hogy együtt énekelhetett a világhírű Al Jarreau-val.
2003-ban több ismert, népszerű előadó és zenekar lemezén énekelt.(Szekeres Adrien, Zséda, Hevesi Tamás, TNT, Fiesta, Hauber-Spigiboy-Fresh)
2004-ben felkérték a Megasztár I. tehetségkutató vokál szekciójának vezetőjének, amely
2005-ben azonos szerepkörrel folytatódott a Megasztár III. résszel.
Ez a tehetségkutató segítette elő, hogy Betty-t az egész ország megismerje. A Megasztár alatt ismerkedett meg későbbi férjével, Varga Ferenccel.

## Az együttes
A verseny után felkérték Varga Ferit és Balássy Bettyt az Egy bolond százat csinál című film főcímdalának feléneklésére, amiből később klip is készült. 2007. április 23-án jelent meg első közös lemezük, mely az Ébredni valakiért címet kapta. Az album a duettek mellett szóló dalokat is tartalmazott. Május 10-én a Thália Színházban tartották lemezbemutató koncertjüket, amelyre rangos vendégeket is meghívtak: a Stúdió 11 zenekart, Südi Iringót és a Dudás Tibor által vezetett tánc-show-t is. Az albumról több kislemez is megjelent. Az Egy bolond százat csinál után a címadó Ébredni valakiért, majd a téli hangulatú Itt a december következett. Különlegesség a Randevú című dalból készült kislemez, melyben Betty franciául énekli a refrént.
A duó 2009 májusában egyszerre két albumot jelentetett meg, egy pop stílusút, mely a Jókor jó helyen címet kapta, és egy jazz stílusút, melynek címe Jazz kettesben, és jazz világslágerek feldolgozása hallható rajta. A Jókor jó helyen-ről 2009. április 9-én jelent meg az első kislemez, mely az Egy férfi meg egy nő című dalából készült. A második videóklip a Visz a hajó című duettből készült
2022-ben a Csináljuk a Fesztivált! szilveszteri adásában is feltüntek. Soltész Rezső Szóljon hangosan az ének nevü számával.

## Diszkográfia

### Albumok
| Év   | Album                                                                       | Legmagasabb helyezés                   | Minősítés |
| Év   | Album                                                                       | MAHASZ Top 40 album- és válogatáslemez | Minősítés |
| ---- | --------------------------------------------------------------------------- | -------------------------------------- | --------- |
| 2006 | Varga Feri: A döntőben elhangzott dalok - 1. stúdióalbum - Megjelenés: 2006 | 34                                     |           |
| 2007 | Ébredni Valakiért - 2. stúdióalbum - Megjelenés: 2007                       | 12                                     |           |

2009. Jókor, jó helyen
2009. Jazz kettesben
2010. Ajándék (karácsonyi dalok)
2013. Kéz a kézben út (előkészületben)

### Videóklipek
- Ébredni Valakiért
- Randevú
- Itt a December
- Egy férfi meg egy nő
- Visz a hajó

#### Főcímdalok
- Egy bolond százat csinál (feat. Balássy Betty)

#### Slágerlistás Dalok
| Év                  | Dal                      | Legmagasabb helyezés | Legmagasabb helyezés   | Legmagasabb helyezés | Legmagasabb helyezés | Legmagasabb helyezés         | Legmagasabb helyezés | Album             |
| Év                  | Dal                      | VIVA Chart           | MAHASZ Editors' Choice | MAHASZ Rádiós Top 40 | MAHASZ Dance Top 40  | MAHASZ Single (track) Top 10 | EURO 200             | Album             |
| ------------------- | ------------------------ | -------------------- | ---------------------- | -------------------- | -------------------- | ---------------------------- | -------------------- | ----------------- |
| 2006                | Egy bolond százat csinál | 11                   | 2                      | 3                    | 34                   | 8                            | 142                  | Ébredni Valakiért |
| 2007                | Ébredni Valakiért        | 16                   | 33                     | 13                   |                      |                              |                      | Ébredni Valakiért |
| 2007                | Randevú                  | 11                   |                        | 17                   |                      |                              |                      | Ébredni Valakiért |
| 2008                | Itt a December           | 11                   |                        |                      |                      |                              |                      | Ébredni Valakiért |
|                     |                          | Összesítés           |                        |                      |                      |                              |                      |                   |
| 1. helyezett számok |                          |                      |                        |                      |                      |                              |                      |                   |
| Top 10-be bekerült  | Top 10-be bekerült       |                      | 1                      | 1                    |                      | 1                            |                      |                   |
| Top 40-be bekerült  | Top 40-be bekerült       | 4                    | 2                      | 3                    | 1                    | 1                            |                      |                   |

## Elismerések és díjak
- 2007 – Fonogram díj – Legjobb duó – Egy bolond százat csinál